# Oreonetides
Oreonetide là một chi nhện trong họ Linyphiidae.

## Các loài
Chi này gồm các loài:
- Oreonetides badzhalensis Eskov, 1991
- Oreonetides beattyi Paquin et al., 2009
- Oreonetides beringianus Eskov, 1991
- Oreonetides filicatus (Crosby, 1937)
- Oreonetides flavescens (Crosby, 1937)
- Oreonetides flavus (Emerton, 1915)
- Oreonetides glacialis (L. Koch, 1872)
- Oreonetides helsdingeni Eskov, 1984
- Oreonetides kolymensis Eskov, 1991
- Oreonetides longembolus Wunderlich & Li, 1995
- Oreonetides quadridentatus (Wunderlich, 1972)
- Oreonetides rectangulatus (Emerton, 1913)
- Oreonetides rotundus (Emerton, 1913)
- Oreonetides sajanensis Eskov, 1991
- Oreonetides shimizui (Yaginuma, 1972)
- Oreonetides vaginatus (Thorell, 1872)